# Grupprocess
Grupprocess (eller gruppdynamik) avser hur individerna beter sig i en grupp för att gemensamt lösa ett problem, fatta ett beslut eller andra resultat som kräver interaktioner mellan gruppens medlemmar. I många fall har ordet gruppdynamik samma mening som grupprocess, därför att ordet process är synonym till ordet dynamik. Enligt Nationalencyklopedin, gruppdynamik - det kraftfält av relationer som finns mellan medlemmarna i en liten grupp och som ligger till grund för den ömsesidiga påverkan som sker inom gruppen. 

## Konstruktion
En grupprocess kan beskrivas som instansen mellan:
1. förutsättningarna (gruppmedlemmar, gruppstruktur, yttre omständigheter)
2. gruppens uppgift
3. gruppens framförande av uppgiften och nöjdheten (inom gruppen eller uppdragsgivarens).

## Faktorer som inverkar på grupprocesser
Eftersom grupper består av medlemmar, är de ingående medlemmarna viktiga för gruppens dynamik. Primärt består personligheter av uppsättningar av jag-uppfattningar, känslor och reaktioner. Individer har dessutom olika biografiska betingelser (som ålder, kön, kunskaper, förmågor), olika normer (inställning till gruppens gemensamma mål, yttre och inre lojaliteter, etiskt handlingsmönster), personlighetsdrag, motivation, perceptuell förmåga (om andra gruppmedlemmar, gruppens målsättning, situationen de befinner sig i), och beslutsförmåga (kreativitet, rationalitet, intuition, riskbedömning, förutseende).
Människor går med i grupper för att känna sig säkra, för status, självuppskattning, av sociala skäl, makt, eller för att uppnå ett visst mål. Grupptypen är vidare en faktor som påverkar processerna, huruvida det är en formell, informell, besluts-, mål-, intresse- eller kamratgrupp. I varje grupp finns ett formellt eller informellt regelsystem, bedömningar av huruvida gruppmedlemmarna uppnått resultat i gemensamma målsättningar, och därtill hörande belöningssystem och straffsystem. Grupper har dessutom auktoritetsstrukturer som bygger på gemensamma normer för status. En gruppstruktur utgörs av de formella roller som medlemmarna tilldelas eller tar sig, och måste inte sammanfalla med auktoritetsstrukturen.
Det finns flera konkurrerande ideologier om hur ledarskapet bör bedrivas, i fall när sådan finns. Det finns också flera olika konkurrerande teorier om hur olika slag av ledarskap skall definieras. Ledarskap bygger på gruppens tillit och på makt. Till ledarens uppgifter hör konfliktlösning och förhandling, den har vanligen problemformuleringsprivilegiet, och legitimitet att delegera sin makt i gruppen.
Kommunikation är en central funktion i grupprocesser, och därför är effektiv kommunikation nödvändigt för att gruppen skall kunna fungera. På en basal nivå måste gruppmedlemmarna förstå varandra, såväl den verbala som den sociala kommunikationen, och gemensamma mål.

## Svärmarbete
Svärmarbete är ett nytt begrepp för samarbete i en mer löst sammanfogad grupp. Ett antal kriterier eller kännetecken på svärmarbete:
- Ingen reglerad arbetsfördelning
- Individerna bidrar efter eget kunnande och kompetens, och identifierar själva sina arbetsuppgifter
- En situation med delaktighet och ansvar
- Ingen individuell ersättning utgår till de medverkande
- Ingen är ytterst ansvarig för hela eller någon del av arbetet